# Якар, Рашель
Рашель Якар (фр. Rachel Yakar; 3 марта 1936, 7-й округ Лиона — 24 июня 2023, Ла-Рошель) — французская певица, сопрано.
Окончила Парижскую консерваторию, затем занималась у Жермены Любен. С 1964 г. пела в Немецкой опере на Рейне (Дюссельдорф), затем во многих других значительных театрах Европы и Северной Америки. 
Участвовала в фильмах-операх «Орфей» (Эвридика) и «Коронация Поппеи» (Поппея) Клаудио Монтеверди (1978 и 1979 соответственно). 
В репертуаре музыка XVIII века (Люлли, Жан Мари Леклер, Генри Пёрселл, Гендель, Бах, Вивальди) соседствовала с композиторами XX века, особенно французскими (Онеггер, Варез, Пуленк, Мессиан). 
Также записала редкие произведения XIX века — все вокальные сочинения Алькана — его редко исполняемые «Три старинные еврейские мелодии» (это «Новогодняя песня», «Утешение» и «Когда Израиль отделился от Египта») и транскрипция второй версии 41 псалма Талмуда, фортепианную партию которой можно услышать в другом религиозном сочинении Алькана — это прелюдия соль-бемоль мажор «Я сплю, но сердце моё бодрствует» op. 31-13. Партию фортепиано в романсах Алькана исполняет Жаклин Мефано.